# Биобутанол
Биобутанолът e гориво, произвеждано от биомаса. По свойства е много близък до бензина и етанола. Някои производители на коли дори са провеждали експерименти, при които е установено, че никакви промени на сега съществуващите двигатели не са нужни.
Биобутанолът не разяжда тръбите, по които тече, в автомобила.